# Lecą żurawie
Lecą żurawie (ros. Летят журавли) – radziecki czarno-biały dramat wojenny z 1957 roku w reżyserii Michaiła Kałatozowa, zrealizowany na podstawie sztuki Wiktora Rozowa. Muzyka: Mieczysław Wajnberg.

## Treść
Akcja melodramatu rozgrywa się w Moskwie tuż przed i w trakcie tzw. wielkiej wojny ojczyźnianej. Weronika i Borys są zakochaną parą młodych planujących wspólną przyszłość. Kiedy wybucha wojna, Borys ochotniczo zgłasza się do wojska i zostaje wysłany na front. Stamtąd nie daje już znaku życia. Tymczasem Weronika po utracie mieszkania i osamotniona po śmierci bliskich podczas nalotu, zostaje przygarnięta przez rodzinę Borysa. Jej życie zakłóca nie tylko troska o nieznany los ukochanego, ale i narastające do niej uczucie ze strony Marka, kuzyna Borysa, który od dawna zwracał na nią uwagę. W dramatycznej chwili podczas kolejnego nalotu dochodzi pomiędzy nimi do zbliżenia. Skutkiem tego jest psychiczna rozterka Weroniki, a następnie wymuszona zgoda na ślub. Małżeństwo nie jest jednak udane, gdyż Weronika żyje z głębokim kompleksem winy wobec zaginionego Borysa, w którego powrót nadal wierzy. Ostatecznie wraz z rodziną Borozdinów zostaje ewakuowana na Syberię, gdzie w surowych warunkach bytowych doczekuje końca wojny. W finałowej scenie podczas obchodów zwycięstwa tłumy bliskich witają żołnierzy powracających z frontu. Tylko ojciec Borysa z Weroniką wciąż oczekują daremnie.

## Obsada
- Tatjana Samojłowa – Weronika
- Aleksiej Batałow – Borys Borozdin
- Wasilij Mierkurjew – Fiodor Borozdin
- Aleksandr Szworin – Mark Borozdin
- Swietłana Charitonowa – Irina Borozdina
- Konstantin Kadocznikow – Wołodia
- Walentin Zubkow – Stiepan
- Antonina Bogdanowa – Warwara Kapitonowna
- Boris Kokowkin – Nikołaj Czernow
- Jekatierina Kuprijanowa – Anna Liebiediewa
- Walentina Ananina – Liuba
- Walentina Władimirowa – żołnierka

## Nagrody
Obraz nagrodzono Złotą Palmą na 11. MFF w Cannes (1958). Był to jedyny pełnometrażowy film radziecki wyróżniony tą prestiżową nagrodą. Na tym festiwalu obraz zdobył też Wyróżnienie Specjalne za wybitną kreację aktorską dla Tatjany Samojłowej.

## Zróżnicowanie tytułu
Tytuł filmu po francusku, włosku i hiszpańsku (Kiedy przelatują bociany) różni się od oryginału, czego przyczyną był fakt, że dosłownie przełożony na język francuski mógłby być zrozumiany zupełnie inaczej. Słowo „żuraw” (grue), oznacza bowiem w tamtejszym slangu także prostytutkę, natomiast „lecieć” (voler) – to również „kraść”. Dlatego na festiwalu w Cannes film wystawiono pod odmiennym tytułem, którego kalką stały się tytuły w innych językach.